# Noctua flava
Noctua flava là một loài bướm đêm trong họ Noctuidae.